# Леонидовка (Чишминский район)
Леони́довка (баш. Леонидовка) — деревня в Чишминском районе Башкортостана, относится к Арслановскому сельсовету.

## География
Расстояние до:
- районного центра (Чишмы): 23 км,
- центра сельсовета (Арсланово): 11 км,
- ближайшей ж/д станции (Чишмы): 23 км.

## Население
| 2002 | 2009 | 2010 |
| ---- | ---- | ---- |
| 46   | ↘42  | ↗48  |

Национальный состав
Согласно переписи 2002 года, преобладающая национальность — русские (56 %).